# Chemikalien-Verbotsverordnung
Die Chemikalien-Verbotsverordnung (ChemVerbotsV) regelt die Beschränkungen und Verbote beim Inverkehrbringen und der Abgabe von bestimmten gefährlichen Stoffen (Gefahrstoffe) oder Gemischen – sowie Erzeugnissen, die solche gefährlichen Stoffe freisetzen können – im Bereich der Bundesrepublik Deutschland. Beschränkungen und Verbote, die überwiegend dem Arbeitsschutz dienen, werden in der Gefahrstoffverordnung (GefStoffV) behandelt.

## Geschichte
Durch die im Jahr 1993 in Kraft getretene ChemVerbotsV wurde eine Neuordnung und Zusammenfassung verschiedener Einzelverordnungen nach § 17 des Chemikaliengesetzes vorgenommen. Mit Ausnahme der FCKW-Halon-Verbots-Verordnung (FCKWHalonV) und der schon genannten GefStoffV wurden damit alle stoffbezogenen Inverkehrbringensverbote und -beschränkungen in einem einheitlichen Regelwerk zusammengefasst, während früher die Vorschriften über das Inverkehrbringen auch in der Gefahrstoffverordnung geregelt wurden. Die ChemVerbotsV wurde zum 13. Juni 2003 und danach zur Anpassung an aktuelles EU-Recht (CLP-Verordnung) zum 20. Januar 2017 neu gefasst.

## Verbote und Beschränkungen (§3,§4)
Abschnitt 2 regelt Verbote und Ausnahmen, die über die in der EU unmittelbar geltenden Bestimmungen des Artikels 67 mit Anhang XVII der REACH-Verordnung (REACH-VO) hinausgehen. § 3 regelt unter anderem das Verbot für das Inverkehrbringen und Verwenden von Formaldehyd z. B. in Möbeln oder Reinigungsmittel, bestimmten Dioxinen und Furanen, Pentachlorphenol und bestimmten biopersistente Fasern. § 4 regelt nationale Ausnahmen zu Beschränkungen der REACH-VO für Asbestfasern sowie Bleicarbonate und -sulfate für bestimmte Verwendungen etwa in historischen Verkehrsmitteln und Kunstwerken, im Denkmalschutz oder in kulturhistorischen Gegenständen, sowie die nach § 17 Abs. 1 GefStoffV – unter bestimmten Bedingungen – zulässige Verwendung von chrysotilhaltigen Diaphragmen in bestehenden Chloralkali-Elektrolyseanlagen.

## Regelungen zur Abgabe (§5bis§11)
In Abschnitt 3 der ChemVerbotsV sind die Regelungen zur Abgabe von Stoffen und Gemischen festgelegt, die entweder gekennzeichnet sind

GHS02
GHS03
GHS06
GHS08

- mit dem Gefahrenpiktogramm GHS06 oder
- mit dem Gefahrenpiktogramm GHS08 und mindestens einem der Gefahrenhinweise H340, H350, H350i, H360, H360F, H360D, H360FD, H360Fd, H360Df, H370 oder H372 oder
- mit dem Gefahrenpiktogramm GHS03 oder
- mit dem Gefahrenpiktogramm GHS02 und mindestens einem der H-Sätze H224, H241, H242 oder
- bei bestimmungsgemäßer Verwendung Phosphorwasserstoff entwickeln

Es gibt allerdings eine ganze Reihe von Ausnahmen für Kraftstoffe, Sonderkraftstoffe und Heizöle, Methanol zur Verwendung in Brennstoffzellen, verschiedene Gase (gekennzeichnet nur mit GHS02 oder GHS03, die unter Gefahrgutklasse 2 fallen), Klebstoffe, Härter, Mehrkomponentenkleber, Mehrkomponenten-Reparaturspachtel, Mineralien für Sammlerzwecke, chemische Experimentierkästen, pyrotechnische Gegenstände und E-Zigaretten, die nicht der ChemVerbotsV unterliegen (§ 5, Abs. 4).
Die Abgabe der oben genannten Substanzen darf nur erfolgen(§ 8, Abs. 3), wenn (a) der Erwerber bestätigt oder nachweist, dass er die Stoffe oder Gemische in erlaubter Weise verwenden oder weiterveräußern will und die rechtlichen Voraussetzungen hierfür erfüllt, (b) keine Anhaltspunkte für eine unerlaubte Verwendung oder Weiterveräußerung vorliegen und (c) der Erwerber über die bei Verwendung des Stoffes/Gemisches verbundenen Gefahren, die notwendigen Vorsichtsmaßnahmen beim bestimmungsgemäßen Gebrauch und für den Fall des unvorhergesehenen Verschüttens oder Freisetzens sowie die ordnungsgemäße Entsorgung unterrichtet wurde. Bei Abgabe an eine natürliche Person muss diese mindestens 18 Jahre alt sein. Die Abgabe oder die Bereitstellung für Dritte darf im Einzelhandel nicht durch Automaten oder durch andere Formen der Selbstbedienung erfolgen. Das Selbstbedienungsverbot nach § 23 Absatz 2 des Pflanzenschutzgesetzes gilt entsprechend (§ 8, Abs. 4).

### Besondere Anforderungen
Für die oben genannten Substanzen, die mit dem Gefahrenpiktogrammen GHS06 oder GHS08 gekennzeichnet sind, gelten weitere Anforderungen:
Für das Inverkehrbringen bedarf es der Erlaubnis durch die zuständige Behörde (Erlaubnispflicht, § 6). Für die Erlaubnis muss in jeder Betriebsstätte eine Person beschäftigt sein, die einen Sachkundenachweis besitzt. Jeder Wechsel einer sachkundigen Person muss der Behörde angezeigt werden. Die Erlaubnis kann auf einzelne Stoffe oder Gemische beschränkt werden, unter Auflagen erteilt und jederzeit widerrufen werden, wenn die Anforderungen nicht mehr erfüllt oder Auflagen nicht eingehalten werden. Die Abgabe darf nur durch die sachkundige Person erfolgen (§ 8, Abs. 1).
Eine Erlaubnispflicht besteht nicht, wenn die Abgabe ausschließlich an Wiederverkäufer, berufsmäßige Verwender oder öffentliche Forschungs-, Untersuchungs- und Lehranstalten erfolgt, sowie für Apotheken. Stattdessen muss der Inverkehrbringer vor der erstmalige Abgabe oder Bereitstellung der Stoffe oder Gemische dies der zuständigen Behörde lediglich schriftlich anzeigen und eine sachkundige Person namentlich benennen (Anzeigepflicht, § 7). Die eigentliche Abgabe kann in diesen Fällen dann auch durch eine beauftragte Person erfolgen (§ 8, Abs. 2). Apotheken sind auch von der Anzeigepflicht ausgenommen.
Der Inverkehrbringer muss ein Abgabebuch führen (§ 9). Im Abgabebuch müssen Art und Menge der abgegebenen Stoffe oder Gemische, das Datum der Abgabe, der Verwendungszweck, der Name der abgebenden Person und Name und Anschrift des Erwerbers und ggf. der Empfangsperson dokumentiert werden. Falls der Empfänger eine öffentliche Forschungs-, Untersuchungs- oder Lehranstalt ist zusätzlich die Angabe, ob die Abgabe zu Forschungs-, Analyse- oder Lehrzwecken erfolgt. Die abgebende Person muss die Identität des Erwerbers oder der Empfangsperson die Identität feststellen. Zusätzlich muss der Erwerber oder die Empfangsperson den Empfang durch Unterschrift bestätigen. Das Abgabebuch und zugehörige Dokumentationen für mindestens fünf Jahre aufzubewahren.
Über den Versandweg dürfen diese Substanzen nur an Wiederverkäufer, berufsmäßige Verwender oder öffentliche Forschungs-, Untersuchungs- oder Lehranstalten (§ 5, Abs. 2) abgegeben oder angeboten werden (§ 10).

### Sachkunde (§11)
Die Sachkunde (umgangssprachlich auch „Giftprüfung“ oder „Giftschein“ genannt) bescheinigt allgemeine Kenntnisse über die wesentlichen Eigenschaften der Stoffe und Zubereitungen der in Anlage 2 genannten giftigen, sehr giftigen, krebserzeugenden, mutagenen, frucht- sowie organschädigenden, hochentzündlichen und brandfördernden Stoffen und Zubereitungen, mit ihrer Verwendung verbundenen Gefahren sowie die Kenntnis der sie betreffenden Vorschriften. Sie kann auf einzelne gefährliche Stoffe und Gemische, die diese enthalten, beschränkt werden. Die erforderliche Sachkunde hat nachgewiesen, wer eine Prüfung von der zuständigen Behörde oder einer anerkannten Einrichtung bestanden oder eine anderweitige Qualifikation erworben hat. Als geeignet gelten:
- Approbation als Apotheker
- die Ausbildung zum Apothekerassistent oder dessen Ausübung
- die Ausbildung zum Pharmazieingenieur oder die Berufsausübung als pharmazeutisch-technischer Assistent
- die Abschlussprüfung zum Drogisten, wenn die Abschlussprüfung 1992 oder später abgelegt wurde und sich auf die Bereiche der Sachkundeprüfung erstreckt hat
- die Abschlussprüfung zum Schädlingsbekämpfer

Eine Anerkennung oder ein Zeugnis nach der Pflanzenschutz-Sachkundeverordnung kann als Nachweis der Sachkunde für die Abgabe von Pflanzenschutzmitteln anerkannt werden, die von Anlage 2
erfasst sind.
Die Prüfung kann auch unter Berücksichtigung nachgewiesener fachlicher Vorkenntnisse auf die Kenntnis der Vorschriften beschränkt werden. Wenn die Prüfung oder der Erwerb der anderweitigen Qualifikation länger als sechs Jahre zurückliegt muss der Sachkundige die Teilnahme an Fortbildungsveranstaltungen vorweisen. Anders als in der ChemVerbotsV in der Fassung von 2003 reicht ein geeignetes Hochschulstudium als Qualifikation generell heute nicht mehr aus.
Für Personen aus den Mitgliedstaaten der Europäischen Union gilt der Nachweis der Qualifikation als erbracht, wenn sie die Voraussetzungen des Artikels 2 der Richtlinie 74/556/EWG erfüllen.

## Rechtliches
Verstöße gegen die Chemikalien-Verbotsverordnung sind entweder Ordnungswidrigkeiten (§ 12) oder Straftaten (§ 13). Als Ordnungswidrigkeit gelten etwa Verstöße gegen die Anzeigepflicht nach § 7, die Abgabepflichten nach § 8, der Dokumentationspflicht nach § 9 oder die Versandbeschränkungen nach § 10. Als Straftat gelten ein vorsätzlicher oder fahrlässiger Verstoß gegen Verbote und Beschränkungen nach § 3 oder die Erlaubnispflicht nach § 6. Auch vorsätzliche Verstöße gegen die Abgabepflichten nach § 8 oder die Versandbeschränkungen nach § 10 können als Straftaten behandelt werden.